# 邹征远
邹征远（？—）湖南省祁东县人，中国人民解放军少将。

## 生平
邹征远曾任国防科技大学政治部副主任。2003年至2007年，作为国防科技大学政治部副主任，担任湖南省第十届人民代表大会第一、二、三、四、五次会议主席团成员。2003年11月26日至12月18日，参加了根据中央军委部署，在中国人民解放军国防大学举办的全军军职以上领导干部学习贯彻十六大精神理论轮训班。2006年，作为国防科技大学政治部副主任，参加了在谭政的母校湖南省湘乡市东山学校举行的“谭政大将诞辰100周年纪念大会”。
此后，邹征远出任中国人民解放军总政治部联络部副部长。2008年，邹征远当选为中国国际友好联络会第四届副会长。2014年至2015年间卸任中国人民解放军总政治部联络部副部长。2016年8月8日，已卸任中国人民解放军总政治部联络部副部长的邹征远出席了黔南布依族苗族自治州建州60周年庆祝大会。